# 삼청장

삼청장에서 망중한을 보내는 김규식 (1946년)

삼청장(三淸莊)은 대한민국 임시정부의 부주석 김규식의 개인 사저였다. 그는 1945년 12월 귀국 후 1950년 납북될 때까지 이곳에서 거주하였다. 위치는 서울특별시 종로구 삼청동에 소재하고 있었다.
원래는 민규식의 소유였으나 해방뒤 임정요인이 귀국하자 민규식은 자신의 사저인 삼청장을 김규식에게 기부하였다.
이후 이승만 초대 대통령의 이화장, 김구의 경교장과 함께 대한민국 정부 수립 이전인 해방 정국 정치 활동의 중심을 이룬 ３대 요람으로 불리기도 하였다.

## 같이 보기
- 이화장
- 돈암장
- 마포장
- 경교장
- 혜화장
- 안동장